# Le Pin de Formentor
Le Pin de Formentor (catalan : Lo Pi de Formentor ; espagnol : El pino de Formentor) est l’un des poèmes les plus célèbres et emblématiques du poète majorquin Miquel Costa i Llobera. Sur le plan technique, il est considéré comme l’apogée de la poésie romantique en langue catalane.

## Histoire
Miquel Costa i Llobera a écrit ce poème en catalan en 1875, au cours de sa première période de création, alors qu’il n’avait que 21 ans.
Pour le composer, le poète s’est inspiré des paysages majestueux et des visions des pins enracinés dans les falaises de la péninsule de  Formentor sur l’île de Majorque. Il fréquentait ces lieux depuis son jeune âge. Le paysage de Formentor dépeint par Costa i Llobera est réel tout en étant un symbole de la Méditerranée. Reflétant l’idéal d’une vie élevée, le pin sert également de métaphore pour les luttes de notre vie, évoquant des leçons de constance et de force.
Quelques années plus tard, en 1899, il publia une version du poème en espagnol.

## Structure du poème
Le poème est entièrement écrit en vers alexandrins formés de deux hémistiches. Il est composé de strophes en quintil, avec un schéma de rime ABAAB. La dernière ligne de chaque quintil contient seulement six syllabes.

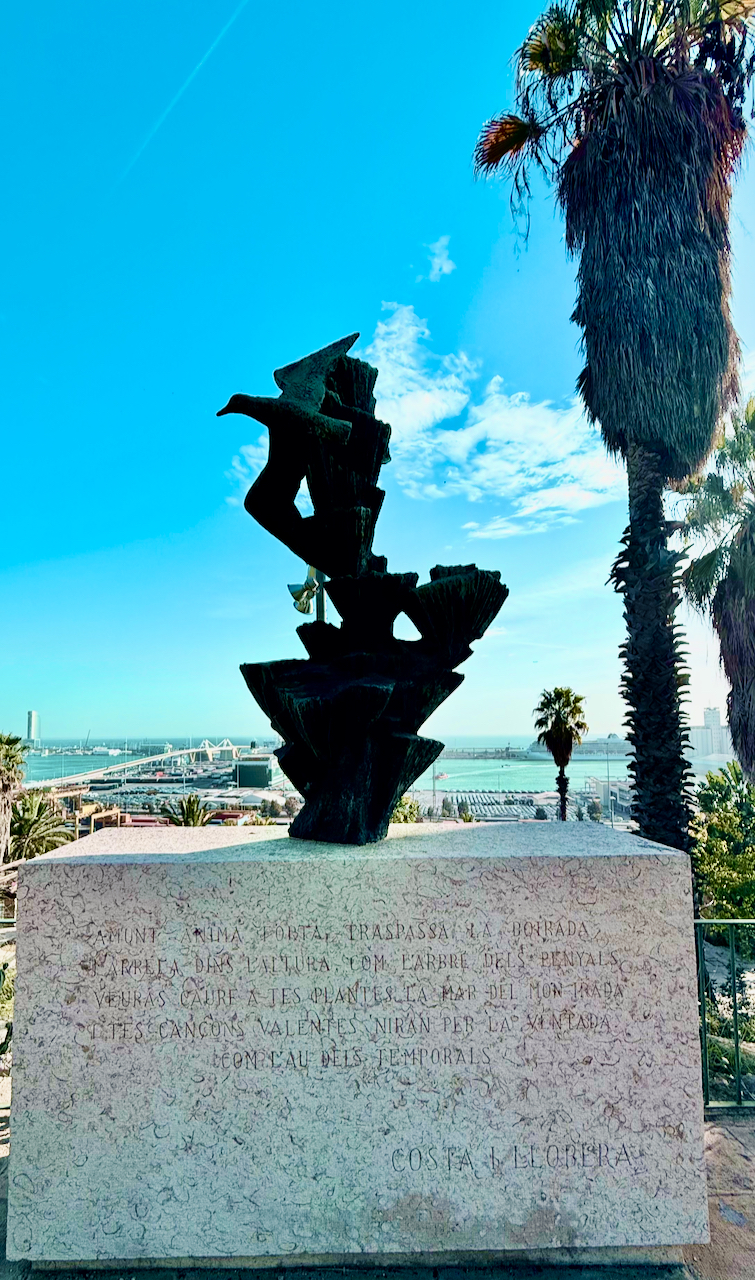
Statue rendant hommage au poème au Jardins Mossèn Costa i Llobera, Barcelone.

Son début est souvent cité en catalan :

« Mon cor estima un arbre! Més vell que l'olivera,

més poderós que el roure, més verd que el taronger,

conserva de ses fulles l'eterna primavera,

i lluita amb les ventades que assalten la ribera,

com un gegant guerrer. »

Costa i Llobera en publia plus tard une traduction en espagnol. La même première strophe se lit ainsi :

« Hay en mi tierra un árbol que el corazón venera:

de cedro es su ramaje, de césped su verdor;

anida entre sus hojas perenne primavera,

y arrostra los turbiones que azotan la ribera,

añoso luchador. »

## Voir aussi

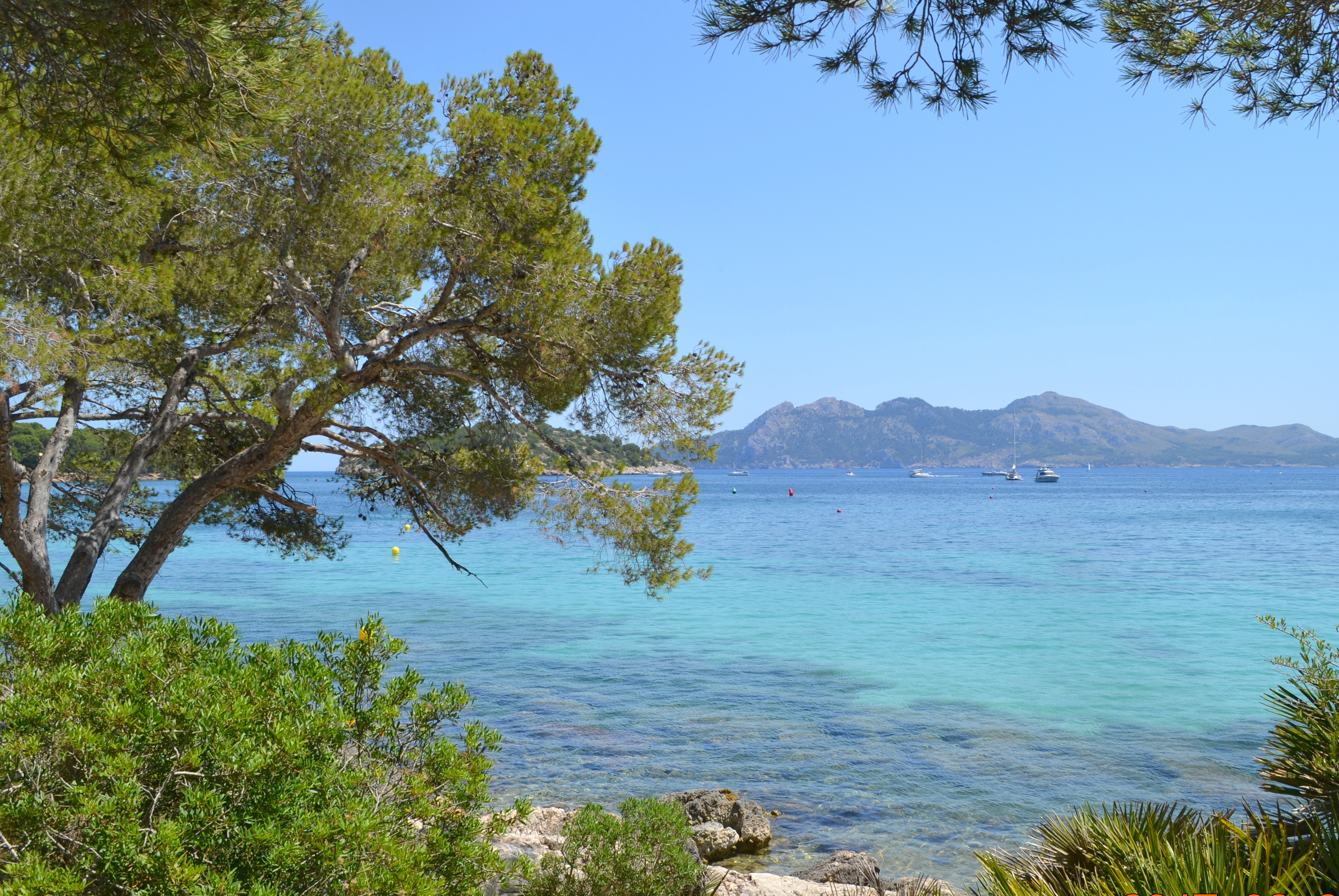
Des pins à Formentor.